# Ничпур
Ничпур (на македонска литературна норма: Ничпур; на албански: Niçpuri, Ничпури) е село в Северна Македония, в община Маврово и Ростуше.

## География
Селото е разположено в областта Горна Река на река Радика между Ничпурската планина и Кораб.

## История
В XIX век Ничпур е разделено в конфесионално отношение албанско село в Реканска каза на Османската империя. В „Етнография на вилаетите Адрианопол, Монастир и Салоника“, издадена в Константинопол в 1878 година и отразяваща статистиката на населението от 1873 година, Личпул (Litchpoul) е посочено като село с 60 домакинства, като жителите му са 34 албанци мюсюлмани и 125 албанци православни. Според статистиката на Васил Кънчов („Македония. Етнография и статистика“) в 1900 Личпул има 250 жители арнаути християни и 220 арнаути мохамедани.
На Етнографската карта на Битолския вилает на Картографския институт в София от 1901 година Ничпур е чисто албанско, но смесено православно-мюсюлманско село в Реканската каза на Дебърския санджак със 72 къщи.
Според митрополит Поликарп Дебърски и Велешки в 1904 година в Ниджбур има 32 сръбски къщи. Според секретаря на Българската екзархия Димитър Мишев („La Macédoine et sa Population Chrétienne“) в 1905 година християнското население на Ничпур се състои от 192 албанци.
Албанците християни са привлечени от сръбската пропаганда и според статистика на вестник „Дебърски глас“ в 1911 година в Ничпур има 76 албански патриаршистки къщи.
Според преброяването от 2002 година селото има 13 жители.
| Националност     | Всичко |
| северномакедонци | 1      |
| албанци          | 12     |
| турци            | 0      |
| роми             | 0      |
| власи            | 0      |
| сърби            | 0      |
| бошняци          | 0      |
| други            | 0      |